# 白马镇 (浦江县)
白马镇，中国浙江省金华市浦江县下辖的一个镇。

## 行政区划
下辖以下地区：
五丰村、利丰村、永丰村、高一村、中江村、虬树坪村、旌坞村、嵩溪村、龙溪村、塘里村、宝应村、清塘村、里傅村、梧桐村、联丰村、樟严村、塘角村、柴坞村、浦东村、长地村、柳宅村、刘店村、夏张村、祝宅村、霞岩村、新何村、豪墅村、兰塘村、石渠口村和严店村。

## 中国传统村落
嵩溪村获评“中国传统村落”。